# Czepiele (rejon kamieniecki)
Czepiele (biał. Чапялі, Czapiali; ros. Чепели, Czepieli) – wieś na Białorusi, w obwodzie brzeskim, w rejonie kamienieckim, w sielsowiecie Raśna.

## Historia
W dwudziestoleciu międzywojennym leżały w Polsce, w województwie poleskim, w powiecie brzeskim, w gminie Wysokie Litewskie. W 1921 miejscowość liczyła 60 mieszkańców, zamieszkałych w 12 budynkach, w tym 57 Białorusinów i 3 Rusinów. Wszyscy mieszkańcy byli wyznania prawosławnego.
Po II wojnie światowej w granicach Związku Sowieckiego. Od 1991 w niepodległej Białorusi.